# Olav Hammer
Olav Hammer, född 1958, är en svensk religionshistoriker och författare. 
Han är fil. dr. i religionshistoria, tidigare verksam vid Lunds universitet och universitet i Amsterdam, sedan 2005 professor vid Syddansk universitet i Odense och professor emeritus sedan februari 2024. Hammer har skrivit fyra böcker på svenska: På spaning efter helheten (första upplaga 1997; kraftigt reviderad andra upplaga 2004), Profeter mot strömmen (1999), Osunt förnuft (2002) och (tillsammans med Jesper Sørensen) Religion i människors medvetanden och samhällen (2010). På engelska finns Claiming Knowledge: Strategies of Epistemology from Theosophy to the New Age (2001), ett arbete som undersöker ett antal historiskt besläktade nya religiösa rörelsers retoriska legitimeringsstrategier, samt två böcker Hammer är medförfattare till: Religious Innovation in the Hellenistic and Roman Periods (med Mikael Rothstein, 2023) och New Religious Movements and Comparative Religion (med Karen Swartz-Hammer, 2024). På danska finns Religionskritikken i Danmark (med Mikael Rothstein, 2024). 
Därutöver har han varit redaktör för ett tiotal religionsvetenskapliga samlingsverk, både på svenska (exempelvis Med gudomlig auktoritet: Om religionens kraft i politiken, utgiven 2004 i samarbete med Catharina Raudvere) och på engelska (exempelvis The Invention of Sacred Tradition, utgiven 2007 och Handbook of Religion and the Authority of Science, utgiven 2010, båda i samarbete med James R. Lewis, Alternative Christs, 2009, Cambridge Companion to New Religious Movements, 2012 och Brill Handbook of the Theosophical Current, 2013, båda i samarbete med Mikael Rothstein, och Western Esotericism in Scandinavia, 2016, i samarbete med Henrik Bogdan). Han var från 2009 till 2016 dessutom huvudredaktör för den internationella religionsvetenskapliga facktidskriften Numen. 
I hans produktion märks i övrigt ett hundratal artiklar om västerländsk esoterism, nya religiösa rörelser, new age-religiositet, religion och naturvetenskap, religion och politik, religiös polemik, och om religionsvetenskapernas vetenskapsteori.
År 2002 utsågs Hammer av Föreningen Vetenskap och Folkbildning till årets folkbildare "för hans balanserade och pedagogiska böcker om nyandlighetens historia och orsakerna till människors tro på pseudovetenskap". År 2009 mottog han den danska utmärkelsen Fyns Stiftstidendes Forskerpris för sin insats som forskare och forskningsförmedlare. År 2024 mottog han och hans medförfattare ett pris från den danska fonden Dr. Phil. Leif Nedergaards Fond för den bästa vetenskapliga monografin om ämnet religionskritik för boken Religionskritikken i Danmark.

## Priser och utmärkelser
- 2002: Årets folkbildare
- 2009: Fyns Stiftstidendes Forskerpris
- 2024: Dr. Phil. Leif Nedergaards Fond